# THIS IS NOT A GAME
『THIS IS NOT A GAME』（でぃす いず のっと あ　げーむ）は日本のシンガーソングライター、JASMINEの3枚目のシングルである。1万枚完全限定生産シングルで、3ヶ月連続シングルリリースの第1弾にあたる。『THIS IS NOT A GAME』の作詞・作曲はJASMINEとJeff Miyaharaが担当。カップリング曲の『MY LIFE, MY LOVE, MY ALL』はカーク・フランクリンの同名曲のカバーであり、編曲はJASMINEと石成正人がそれぞれ担当する。

## 背景
2010年1月28日、JASMINEがパーソナリティを務めるラジオ番組『MUSIC WONDERLAND』（J-WAVE）で初公開された。同年2月4日に公式サイトでシングルの詳細な情報が公表される。2月17日に着うたの配信が開始される。翌2月18日にカップリング曲『MY LIFE, MY LOVE, MY ALL』が前述のラジオで初公開される。
この曲はJASMINEがあるライブをした直後に書かれたもので、そのステージで感じたこと、ステージに立っているときの音楽への気持ち、ステージを観客として見ているときの気持ちなど、ステージにまつわる様々な興奮を歌詞で表現している。最初の仮タイトルは『STAGE』で、現在のタイトルは後付けである。現在のタイトルは「遊びじゃない」という意味で、JASMINE曰くニュアンス的には「遊びじゃねーぜ!」という感じだという。歌詞はひたすら強い言葉を選んだと述べている。CDジャケット、PVではバッファローの様な角を付けている。全体的には「肉食系」のイメージだという。
『THIS IS NOT A GAME』は日本テレビ系の音楽番組『音楽戦士 MUSIC FIGHTER』の2010年3月度のオープニングテーマとして起用されている。JASMINEの楽曲が音楽番組のタイアップとなるのは、前作『NO MORE』に続き2回目である。

## ミュージック・ビデオ
『THIS IS NOT A GAME』のPVは『sad to say』『NO MORE』に引き続きタナカノリユキが監督を務める。ビデオは遊園地のメリーゴーランド前でJASMINEが歌う映像が大半を占める。その他、メリーゴーランド内に設置されたポールで踊るダンサーなどの映像で構成される。PVにほ世界大会で優勝した経験を持つREIKOやPiPPi、KUMIといったポールダンサーが数人出演している。JASMINEの髪と衣装の赤色である。

## チャート成績
『THIS IS NOT A GAME』は2010年2月24日付けの週間HIT J-POP USEN総合チャートで『sad to say』『NO MORE』に引き続き初登場1位を獲得した。デビューから3曲連続で同チャート1位を獲得するのは初である。2010年3月9日付けの日本レコード協会による着うたフルのダウンロード数を集計したRIAJ有料音楽配信チャートで初登場16位。
3月15日付けのオリコン週間チャートでは1週目の推定売上3129枚で初登場23位。2010年3月13日放送回のTBS系の音楽番組『COUNT DOWN TV』のTHIS WEEK'S 100（今週のTOP100）で初登場17位。1万枚限定にもかかわらず、店頭でダブつきまくるという惨憺たる売れ行きだった。
2010年3月15日付けのビルボードジャパンのJapan Hot 100では初登場55位。推定売上枚数を商品タイトルごとに合算したJapan Hot Singles Salesでは初登場26位。ラジオ局での放送回数を集計したJapan Hot Top Airlayでは初登場68位。

## 収録曲
| #         | タイトル                     | 作詞・作曲             | 時間 |
| --------- | ---------------------------- | ---------------------- | ---- |
| 1.        | 「THIS IS NOT A GAME」       | JASMINE、Jeff Miyahara | 3:32 |
| 2.        | 「MY LIFE, MY LOVE, MY ALL」 | カーク・フランクリン   | 3:09 |
| 合計時間: | 合計時間:                    | 合計時間:              | 6:47 |

## チャート
| チャート (2010年)        | 最高 順位 |
| ------------------------ | --------- |
| USEN総合チャート         | 1         |
| オリコン週間チャート     | 23        |
| CDTV THIS WEEK'S 100     | 17        |
| RIAJ有料音楽配信チャート | 16        |
| ビルボード Hot 100       | 55        |

### チャート推移
| 先代 JUJU『桜雨』 | 週間HIT J-POP USEN総合チャート第1位 2010年2月24日 - 3月6日 | 次代 YUKI『うれしくって抱きあうよ』 |